# Goniatítides
Els goniatítides (Goniatitida) són un ordre de mol·luscs cefalòpodes de la subclasse Ammonoidea, que estan emparentats amb els nautiloïdeus. Van viure al Devonià inferior, fa uns 400 milions d'anys, i es van extingir durant el període Permià.
La conquilla d'aquest grup tenia sutures en forma de ziga-zaga i presentava un melic petit i estret.

## Hàbitat ecològic
Ecològicament, els goniatites es van limitar a entorns de salinitat marina normal, com sembla ser el cas de tots els cefalòpodes al llarg de la seva història. Els goniatites són molt més abundants a les roques que procedeixen del que van ser mars epicontinentals.
A causa de la manca de proves sòlides sobre la seva manera de vida (p.ex., nècton, plàncton, demersal, menjador de plantes, piscívor), encara no és clar quin recurs aprofitaven en els seus ambients. Només unes quantes estructures tròfiques han estat descrites, i les anàlisis de contingut estomacal als fòssils d'aquestes criatures són qüestionables. No obstant això, els goniatites clarament no tenen aparells mandibulars calcificats, desenvolupats més tard en els ammonites; això ha estat citat com a evidència contra una dieta duròfaga (menjar petxines) dels goniatites.
Els goniatites es troben a Nord Amèrica, Europa, Àfrica del Nord i Australàsia. No obstant això, sembla que es troben sobretot en àrees on hi havia clima tropical o subtropical. La majoria dels fòssils trobats en calcàries o mars epicontinentals dels tròpics o subtròpics del Paleozoic tardà són semblants als goniatites.
Entre els jaciments més notables de goniatites figuren els següents: certes calcàries a la part oest de la República d'Irlanda estan plenes de fòssils de goniatites bellament preservats. També es troben en bandes marines de carbó trobades al Carbonífer d'Europa, i en roques marines del període Pennsylvaniense d'Arkansas. Es van trobar un gran nombre de goniatites en roques del període Devònic del Marroc, i són fòssils guia per datar les roques d'aquest període.

## Taxonomia
L'ordre Goiatitida inclou dos subordres i 20 superfamílies:
Subordre Goniatitina Hyatt 1884 †
- Superfamília Adrianitoidea Schindewolf, 1931 †
- Superfamília Cycloloboidea Zittel, 1895 †
- Superfamília Dimorphoceratoidea Hyatt, 1884 †
- Superfamília Gastrioceratoidea Hyatt, 1884 †
- Superfamília Goniatitoidea Haan, 1825 †
- Superfamília Gonioloboceratoidea Spath, 1934 †
- Superfamília Marathonitoidea Ruzhencev, 1938 †
- Superfamília Neodimorphoceratoidea Furnish & Knapp, 1966 †
- Superfamília Neoglyphioceratoidea Plummer & Scott, 1937 †
- Superfamília Neoicoceratoidea Hyatt, 1900 †
- Superfamília Nomismoceratoidea Librovitch, 1957 †
- Superfamília Pericycloidea Hyatt, 1900 †
- Superfamília Popanoceratoidea Hyatt, 1900 †
- Superfamília Schistoceratoidea Schmidt, 1929 †
- Superfamília Shumarditoidea Plummer & Scott, 1937 †
- Superfamília Thalassoceratoidea Hyatt, 1900 †

Subordre Tornoceratatina Wedekind, 1914 †
- Superfamília Dimeroceratoidea Hyatt, 1884 †
- Superfamília Prionoceratoidea Hyatt, 1884 †
- Superfamília Pseudohaloritoidea Ruzhencev, 1957 †
- Superfamília Tornoceratoidea Arthaber, 1911 †